# نیپون سوئیسان کایشا
نیپون سوئیسان کایشا (انگلیسی: Nippon Suisan Kaisha) شرکت صنایع غذایی ژاپنی است، که در سال ۱۹۱۱ تأسیس شد.